# Maison de l'Afrique à Nantes
 (avril 2025).
 (avril 2025).
Si vous disposez d'ouvrages ou d'articles de référence ou si vous connaissez des sites web de qualité traitant du thème abordé ici, merci de compléter l'article en donnant les références utiles à sa vérifiabilité et en les liant à la section « Notes et références ».
La Maison de l'Afrique à Nantes, anciennement appelée Casa Africa, est un lieu qui a pour mission de créer un espace de promotion des initiatives liées à l’Afrique et chargé de susciter des rencontres, réflexions, débats et prospectives sur l’Afrique.

## Genèse du projet Casa Africa Nantes

### Historique de la création de Casa Africa Nantes
Voici près de 20 ans que l’idée de créer la Maison de l’Afrique à Nantes existe. Déjà lors de l’exposition des Anneaux de la Mémoire, qui s’est déroulée de 1992 à 1994, est évoquée chez les acteurs nantais cette nécessité de créer un espace consacré à l’Afrique, aux africains et à tous ceux qui s’y intéressent. Puis, l’idée émerge de nouveau lors du Colloque panafricain de Nantes en 2000. Depuis lors, les africains ont toujours ressenti le besoin de créer un lieu leur permettant de se retrouver, d’échanger, mais aussi d’offrir un espace significatif de leur culture aux nantais, ceci afin de rendre plus lisibles et plus compréhensibles les cultures africaines dans leur diversité, et par extension l’ensemble des initiatives liées à l’Afrique.  
Casa Africa Nantes est donc une réponse à la volonté de nos paires : coconstruire un espace consacré à l’Afrique, avec et pour les générations à venir.
Les années passant, les conditions se sont petit à petit réunies pour rendre effectif ce projet. Il a profondément mûri. De plus, la visite en 2005 de la Casa Africa Brésil par Marï-am Sao, présidente de Casa Africa Nantes, et Michel Marjolet, son vice-président (à l’époque élu chargé de la Solidarité internationale et de la Coopération décentralisée à la Ville de Nantes), a marqué les esprits et accéléré la concrétisation du projet à Nantes sous une forme similaire. La création d’un tel lieu serait également une suite logique à la création à Nantes de structures analogues, telles que la maison de l'Europe, l'institut des études avancées des rapports Nord-Sud, le futur institut des Amériques, etc. 
Aujourd’hui, dans un contexte politique, économique et social en pleine mutation, ce projet incite à l’action en répondant à un besoin évident et grandissant pour le territoire. 
La première pierre de Casa Africa Nantes a été posée le 3 juillet 2008, lors de sa première réunion constitutive. Les présents expriment leur vision de Casa, leurs attentes, leurs espoirs : « Cette idée de Casa Africa sur Nantes est ancienne : chaque génération africaine a dû déjà y penser. » « c’est une enseigne de l’Afrique qui brille » « Coopération, échanges sur les problèmes nord-sud et notamment sur les questions de souveraineté alimentaire » « C’est un échange entre africains et non africains » « C’est l’union africaine qui m’intéresse pas la culpabilité historique »...
On distingue alors les différentes façades de la Maison de l’Afrique : 
- un lieu de réflexions, d’échanges et d’informations ;
- un lieu de recherche et d’accès aux savoirs ;
- un lieu de ressources.

## Contexte d’intervention
La création de l’association Casa Africa Nantes répond à des besoins liés au contexte social, culturel et politique, local et global. 

### Notre rapport avec l’Afrique en question
Aujourd’hui, nombreux sont ceux qui questionnent le rapport de l’Occident à l’Afrique, et plus particulièrement, le rapport de la France à l’Afrique. Les modes de partenariats privilégiés depuis les indépendances interrogent par leur tendance inégalitaire. 
Le regard que la France porte sur l’Afrique est souvent empreint de prédominance et de préjugés. Un autre mode de rapport avec l’Afrique est incontestablement nécessaire, afin que les Africains pensent leur avenir en toute confiance, libéré d’une tutelle qui n’est pas favorable au développement à long terme de leur continent. Il est impératif de cesser la politique de la main tendue : « la main qui donne est toujours au-dessus de celle qui reçoit ».
Le changement dans les modes de rapports est nécessaire à tous points de vue : les rapports politiques (ou l’influence du gouvernement français sur les gouvernements de certains pays d’Afrique), les rapports économiques (ou la spoliation du continent de ses richesses via des accords économiques qui se concluent en dépit des intérêts économiques locaux), les rapports culturels (ou la prédominance d’une culture sur une autre), les rapports sociaux (ou la difficile tolérance d’autres modes d’organisation de vie en société). 

### Interculturalité et citoyenneté, où en est-on?
Le territoire nantais est riche d’une population multiculturelle. L’immigration, choisie pour les uns et subie pour d’autres, l’Histoire, sans compter une conjoncture économique et sociale difficile et bien d’autres critères encore expliquent les tensions qui subsistent entre ces populations.  Un contexte qui révèle aussi une difficulté pour chacun de ces Français d’origines et/ou de cultures diverses à se construire une identité propre.
L’ambition de la Casa est d’accompagner les populations africaines dans leur recherche identitaire pour une meilleure cohésion sociale.
À travers un lieu physique consacré aux cultures d’Afrique, en faisant mieux connaître ces cultures, mais aussi en favorisant l’entreprenariat. Ce projet vise à valoriser les individus dans ce qu’ils sont, en vue d’une meilleure reconnaissance citoyenne et afin qu’ils intègrent leur identité de citoyens français. 

### La carence des rencontres entre acteurs intéressés par l’Afrique
Il existe sur Nantes et la région une multitude d’actions à destination du continent africain, ce qui démontre l’intérêt de la population environnante pour celui-ci. Pourtant, peu d’acteurs se connaissent, partagent leurs expériences, leurs questionnements, leurs doutes. La visibilité des actions est insuffisante, notamment pour les associations issues de l’immigration.
Ce manque de lisibilité, ce cloisonnement des initiatives peuvent constituer un obstacle à une réflexion pertinente et à une action de coopération efficace à terme. 

### Un insuffisant niveau de connaissance de l’Afrique par la population
Il apparaît clairement que le continent africain demeure mal connu par la population. Les Africains constatent une confusion et une interprétation faussée des réalités africaines et ce notamment sur des comportements quotidiens. Nous évoluons dans une société où l’image de l’Africain est quelque peu galvaudée et parfois bien loin de ses réalités. Il en va de même pour les problématiques de développement qui touchent certains pays du continent. Seuls un dialogue entre les différentes communautés, l’organisation d’évènements informatifs et d’actions de solidarité envers les peuples du continent permettraient de faire connaître les sociétés en Afrique, dans leurs réalités historiques, culturelles, économiques et sociales. 

### Nantes et l’Afrique, un lien à renforcer
La portée symbolique de la création de ce lieu dans la ville de Nantes est importante. Ce besoin de retour sur l’Histoire qui relie Nantes et l’Afrique fait l’objet d’une demande constante et identifiée par les Nantais, mais aussi par les collectivités des Pays de la Loire. Il s’agit de revenir sur l’Histoire de Nantes, de son lien particulier avec le continent africain pour mieux envisager l’avenir, et reconstruire un partenariat serein.
Aussi, il s’agit de nouer des liens plus étroits entre les Africains et les non-Africains à Nantes. C’est un constat établi régulièrement, il n’y a pas suffisamment de rapports entre ces populations, que ce soit au sein de monde associatif ou dans la sphère privée. Il est important de renouer ces liens afin que chacun se sente citoyen-acteur de sa ville, dans une cohésion sociale favorable au développement local.

## Objectifs du projet associatif
L’association porte un objectif principal : 
Coconstruire un espace de promotion des initiatives liées à l’Afrique et chargé de susciter des rencontres, réflexions, débats et prospectives sur l’Afrique. 
Cependant, ses objectifs sont en réalité plus nombreux : 
- requestionner les modes de rapports politiques, économiques, sociaux et culturels au continent africain ;
- lutter contre une Afrique stigmatisée, soumise à des politiques migratoires qui excluent ;
- démontrer que la question africaine n’est pas un sujet isolé, mais une problématique qui s’inscrit dans l’histoire du Monde ;
- rendre plus lisibles et plus compréhensibles les cultures africaines dans leur diversité, et redonner à l’Afrique sa posture de continent ;
- favoriser la rencontre et les échanges entre les acteurs publics et privés porteurs d’initiatives en lien avec l’Afrique ;
- réunir une diversité de public autour de l’Afrique ;
- apporter des clés de compréhension pour aborder autrement le continent africain, loin des clichés et des idées reçues, au plus près de ses réalités ;
- lutter contre toutes les formes de discriminations ;
- réinterroger la place des femmes et des jeunes dans la société civile du Sud et du Nord.

Si l’association souhaite être un espace de promotion et de rencontres, elle a également une portée « politique » forte. Elle souhaite effectivement participer activement à la gestion de la cité. Le projet de Casa Africa Nantes est clairement un projet de territoire, et ses acteurs souhaitent contribuer au développement local, durable et solidaire, ouvert sur le monde. Il s’agit d’agir, en partenariat avec les institutions publiques, pour d’autres rapports avec l’Afrique, ici et là-bas. 

## Démarche: valeurs et principes d’action
Depuis sa création en juillet 2008, l’association travaille sur les fondations du projet. Elle mobilise et coconstruit avec les acteurs existants. En parallèle de cette coconstruction, elle s’est mobilisée sur un premier temps fort, le 11 novembre 2009, donnant à voir ses premiers jalons et les objectifs qu’elle dessine peu à peu.
La démarche de l’association Casa Africa Nantes se résume par les valeurs qu’elle porte et qu’elle entend défendre sur la sphère publique, ainsi que par ses principes d’actions, qui la guideront de manière transversale dans ses projets. 

## Les valeurs défendues par Casa Africa Nantes
Métissage
Depuis sa création, Casa Africa Nantes prône le métissage. La Maison de l’Afrique, n’est pas la Maison des Africains exclusivement, mais celle de tous ceux qui s’intéressent de près ou de loin à l’Afrique. Elle est ouverte à toutes les cultures, toutes les origines. Dans son équipe de membres fondateurs, au sein du conseil d’administration, au sein des membres, l’association est portée par une équipe métissée.
Au-delà des personnes physiques qui la composent, c’est dans son essence même que le projet se veut promouvoir le métissage. Car Casa, c’est avant tout la volonté de faire valoir au travers de ses actions une diversité culturelle, politique, sociale, économique, etc.  
Solidarité
Casa Africa Nantes se veut être un projet solidaire. Par ses actions, l’association souhaite participer à la construction d’un monde plus égalitaire, plus juste, plus axé sur l’humain. Si elle n’a pas pour vocation de mettre en place des « actions humanitaires », la solidarité est une valeur incontestable du projet qu’elle souhaite défendre dans ses actions et ses réflexions. 
Citoyenneté
Casa Africa est un projet de territoire, composé de personnes qui se réclament de leur citoyenneté et de leur rôle à jouer dans la gestion de la cité, dans la décision politique locale et globale.  Casa Africa Nantes a pour ambition de transmettre cette notion de citoyenneté et de responsabilité de chacun dans l’évolution de nos sociétés. Elle s’adresse notamment à la jeunesse en quête d’identité, en mal de repères et d’identification citoyenne.
C’est en se réclamant citoyen de sa ville, de son pays, et même du Monde, que notre volonté d’agir devient plus forte. Pour la Casa, être citoyen signifie être responsable de ce qui se passe chez soi, autant qu'autour de soi, faire preuve d'altruisme mais aussi, penser et agir en faisant toujours de l'Homme une priorité.
Hospitalité
Casa se veut être un espace d’accueil. Un accueil moral et physique. Cette valeur d’hospitalité, de partage, que l’on retrouve dans de nombreux pays d’Afrique, sera mise en pratique au sein de Casa Africa Nantes. Le lieu physique sera ouvert sur l’extérieur et donnera à voir le souhait d’accueillir autrui sans préjugés. Au-delà de l’accueil physique, la Casa se donne pour vocation d'accueillir moralement les personnes en recherche d’information, mais aussi les nouveaux arrivants, qui, investissant un nouveau lieu de vie, pourraient être en quête d'orientation . 
Interculturalité
L’interculturel comme vecteur de cohésion sociale, tel est notre notre désir, notre espoir…. Car effectivement, nous sommes convaincus de l’enrichissement provoqué par la diversité culturelle.  La cohésion commence par la connaissance de l’autre, de son environnement, de sa culture. Les échanges culturels alimentent une plus grande tolérance de l'autre. La diversité présente dans chaque individu est une réalité. Être conscient de cette diversité et mieux la cerner, c’est accepter les individus qui nous entourent et participer à une cohésion sociale,  pour un développement durable local et global. 

### Les principes qui guident les actions de Casa Africa Nantes
Coconstruction 
Ce projet se veut être coconstruit depuis sa création. C’est une ligne de conduite continue dans la réflexion menée sur le projet associatif, et dans la mise en œuvre des actions. Élaboré à son origine par un collège de membres fondateurs, ce projet a été confronté à divers acteurs de la scène associative nantaise pour qu’ils puissent y apporter une contribution, riches de leur expérience. Chacun des membres de Casa Africa Nantes est associé à la réflexion, par le biais de commissions thématiques qui leur permettent une expression régulière sur des secteurs clés. Le projet évolue pragmatiquement, riche de toutes ces contributions. 
Écoute et dialogue 
Écouter l’autre, c’est permettre au projet de s’enrichir de tous les points de vue, de rester ouvert aux opinions divergentes, et ainsi d’approcher au plus près des réalités. Il est indispensable dans la construction d’un tel projet d’être en posture d’écoute et de dialogue. 
Échange et mutualisation 
Les échanges entre acteurs liés à l’Afrique sont incontestablement nécessaires. Pour qu’une cohérence existe dans notre rapport à ce continent, pour que chacun puisse s’enrichir de l’autre. Casa africa a pour ambition de créer ces liens, en partenariat avec tous les acteurs. Elle se veut un lieu d’échange d’informations, de points de vue, d’idées.  C’est riche de cette mutualisation des savoirs, des savoir-faire, et des savoir-être que nous évoluerons vers un rapport serein et légitime. 
Économie informelle, populaire, sociale et solidaire 
L'association pense aussi l'économie de son projet. Celle-ci est d’autant plus importante que nous souhaitons faire fonctionner un lieu physique d’envergure. L’économie informelle, populaire, sociale et solidaire guide l’association dans ses choix d’activités génératrices de revenus. Cette logique répond en effet à nos aspirations, pour une économie centrée sur l’Homme, vecteur de lien social et solidaire. Si nous utilisons le terme « informelle » et « populaire », c’est aussi pour montrer que cette économie axée sur l’Homme est répandue sur plusieurs continents : l’économie informelle en Afrique et l’économie populaire en Amérique latine, toutes deux riche d’enseignements pour nous. Ainsi, Casa Africa Nantes s’efforcera de mettre en place des services inspirés de ce type d’économie. 
Développement durable 
Casa Africa Nantes souhaite participer au développement du territoire, au développement de nos sociétés, tout en se souciant des générations à venir, de l’Homme et de son environnement.  Se préoccuper du développement durable, c’est veiller aux conséquences de chacun de nos actes. C’est aussi vouloir valoriser les initiatives qui répondent à cette logique, que ce soit ici ou en Afrique. C’est une ligne de conduite à respecter, qui donne du sens à notre action.